# Friday the 13th: A New Beginning
Friday the 13th: A New Beginning (também conhecido como Friday the 13th Part V ou Friday the 13th Part V: A New Beginning)  é um filme de terror norte-americano de 1985, do subgênero slasher, dirigido por Danny Steinmann. Lançado em 22 de março de 1985 pela Paramount Pictures, é o quinto filme da série de horror Sexta-Feira 13 . A narrativa de A New Beginning se afasta do cenário de Camp Crystal Lake e do mistério de Jason Voorhees, dos quatro espisódios anteriores, e se concentra em uma história de terror psicológico que se passa em um fictício centro de reabilitação psiquiátrica, onde o adulto Tommy Jarvis - que, quando criança, matou Voorhees - começa a ser perturbado por uma nova série de assassinatos brutais perpretados por um novo maníaco que usa uma máscara de hóquei. O filme conta com uma participação especial de Corey Feldman, que interpretou o menino Tommy no filme anterior.
Em relação às seqüências anteriores, A New Beginning tem uma frequência maior de cenas de violência gráfica e sangue, apresentando um grande número de assassinatos em tela. Além do gore, o filme também ficou conhecido por suas cenas de nudez explícita e sexo, bem como de uso frequente de drogas. O livro Crystal Lake Memories: The Complete History of Friday the 13th, de Peter Bracke, detalha que, nos bastidores, a produção era atormentada pelo uso de drogas pesadas.
Filmado na Califórnia em 1984, com um orçamento de US$ 2,2 milhões, A New Beginning foi lançado nos cinemas em março de 1985 e arrecadou US$ 21 milhões nas bilheterias dos EUA, tornando-se o segundo filme da série Sexta-Feira 13  com menor retorno financeiro, acentuando o declínio iniciado com as duas sequências anteriores. Incialmente, a ideia dos produtores era criar uma nova trilogia de filmes com um vilão diferente para a série. No entanto, após a decepcionante recepção dos fãs a esta quinta parte e o declínio em bilheteria acentuado por Friday the 13th: The Final Chapter, Jason Voorhees retornou na sequência seguinte, Friday the 13th Part VI: Jason Lives, e tem sido o principal antagonista em todos os filmes da série desde então. Além do fraco desempenho nas bilheterias, a maioria dos críticos avaliou negativamente o filme. Nos últimos anos, entretanto, o filme passou a ter status de clássico cult, assim como os demais filmes da série.

## Sinopse
Aos doze anos, Tommy Jarvis está em uma floresta, debaixo de chuva, observando dois jovens punks cavando o túmulo de Jason Voorhees. Ao abrir a sepultura, Jason volta à vida, matando os profanadores. Então o olhar de Jason volta-se para Tommy, e ele ergue o facão sobre a cabeça do garoto. Tudo não passava de um sonho de Tommy que, agora um jovem adulto, acorda encharcado de suor em uma van do Instituto de Saúde Mental Unger. Tommy chega logo ao seu destino, uma espécie de casa para recuperação de adolescentes problemáticos. Tommy é levado para o escritório de Matt Peters, onde o médico explica que na clínica é utilizado um sistema especial, com a intenção de preparar o paciente para reinseri-lo na sociedade. Tommy encontra então um jovem chamado Reggie, cujo avô George trabalha na casa. Outros adolescentes apresentados são a ruiva Robin, a gótica Violet, o tímido Jake, o temperamental Vic Hacks e o comedor compulsivo Joey. 
O xerife Tucker traz mais dois pacientes, Tina e Eddie, de volta ao instituto, depois de pegá-los transando no gramado da casa vizinha. Surgem Ethel Hubbarde e seu filho "Junior", os proprietários da casa vizinha, que estão furiosos e ameaçam fechar a casa de recuperação se os adolescentes continuarem entrando em sua propriedade. Pouco tempo depois, o problemático Vic mata Joey com uma machadada após ser aborrecido pelo comilão. Vic é preso pela polícia e, em seguida, Duke Johnson e Roy Burns (pai de Joey) chegam para levar o cadáver.
A noite chega e os assassinatos começam. Vinnie e Pete são mortos cruelmente quando seu carro para de funcionar no meio da estrada. Na manhã seguinte, Tommy tem uma alucinação de que Jason está em pé atrás dele. No café da manhã, Tommy bate em Eddie, quando este usa uma máscara feita por Tommy. Será que Tommy tornou-se o assassino que ele tanto teme? Ou seria Raymond, um andarilho que apareceu na casa de Ethel à procura de trabalho? Naquela noite, a garçonete Lana e seu noivo Billy são brutalmente assassinados com um machado.
No dia seguinte, os pacientes Tina e Eddie esgueiram-se para dentro da floresta para fazer sexo. Raymond observa-os atentamente, mas é logo eliminado pelo assassino, assim como Eddie e Tina. Naquela noite, Pam leva Reggie para ver seu irmão Demon, e levam Tommy no passeio. Enquanto Reggie e Demon conversam sobre os velhos tempos, Tommy é abordado por Junior. Tommy novamente perde o controle e chega a agredir Junior, mas é interrompido por Pam. Quando Pam e Reggie retornam à casa, Demon e sua namorada Anita são mortos. Pouco depois, Junior e Ethel Hubbard são mortos também.

O design da máscara de hóquei usada em A New Beginning.

Pam vai procurar Tommy, mas o assassino está na casa, matando os pacientes Jake, Robin e Violet. Reggie descobre os corpos no quarto de Tommy. Quando Pam volta, eles são perseguidos por uma figura usando uma máscara de hóquei. Eles fogem para a floresta e deparam-se com o corpo do motorista da ambulância, Duke Johnson, bem como o do Dr. Peters. Separada de Reggie e de volta ao instituto, Pam corre até o celeiro para fugir do assassino, mas escorrega na lama. Pouco antes de o assassino a alcançar, Reggie o detém com um trator. Reggie e Pam fogem para o celeiro. Pam ataca o assassino com uma serra elétrica, mas de nada adianta. Tommy chega ao celeiro, mas é atacado. O assassino segue Tommy e Pam. Reggie vê o corpo de Tommy caido e empurra o assassino, mas este tenta puxar o garoto. Tommy levanta e mata o assassino, que, ao cair sobre estacas de aço, perde a máscara, revelando que Roy é o assassino.
No hospital, o xerife diz a Pam que Joey era filho de Roy. Após vê-lo ser assassinado, Roy perdeu a sanidade e adotou a identidade de Jason para matar todos na casa, aparentemente culpando a todos pela morte de Joey. Tommy, depois de acordar de um pesadelo, tem outra alucinação com Jason, mas ele enfrenta seus medos, o que faz com que a alucinação de Jason desapareça. Ele ouve Pam se aproximando e joga sua cama pela janela para parecer que ele escapou. Quando Pam chega apressada, Tommy aparece por trás da porta e aparentemente a ataca, usando a máscara de hóquei de Roy e empunhando uma faca de cozinha.

## Elenco
- Melanie Kinnaman como Pam Roberts
- John Shepherd como Tommy Jarvis
  - Corey Feldman como Tommy Jarvis (aos 12 anos)
- Shavar Ross como Reggie
- Richard Young como Dr. Matthew Letter
- Dick Wieand como Roy Burns
- Tiffany Helm como Violet
- Juliette Cummins como Robin
- Marco St. John como Sheriff Tucker
- Jerry Pavlon como Jake
- Carol Locatell como Ethel Hubbard
- Debi Sue Voorhees como Tina
- Vernon Washington como George
- John Robert Dixon como Eddie
- Ron Sloan como Junior Hubbard
- Miguel A. Núñez Jr. como Demon
- Jere Fields como Anita
- Rebecca Wood como Lana
- Bob DeSimone como Billy
- Corey Parker como Pete
- Anthony Barrile como Vinnie
- William Caskey Swaim como Duke
- Dominick Brascia como Joey Burns
- Mark Venturini como Vic Hacks
- Richard Lineback como Deputy Dodd
- Ric Mancini como Prefeito Cobb
- Tom Morga como Jason Voorhees

John Hock apareceu como Jason Voorhees na sequência do sonho de abertura porque Morga não estava disponível quando a cena foi filmada. Ele também atuou como dublê na cena em que Roy caiu do celeiro.

## Produção

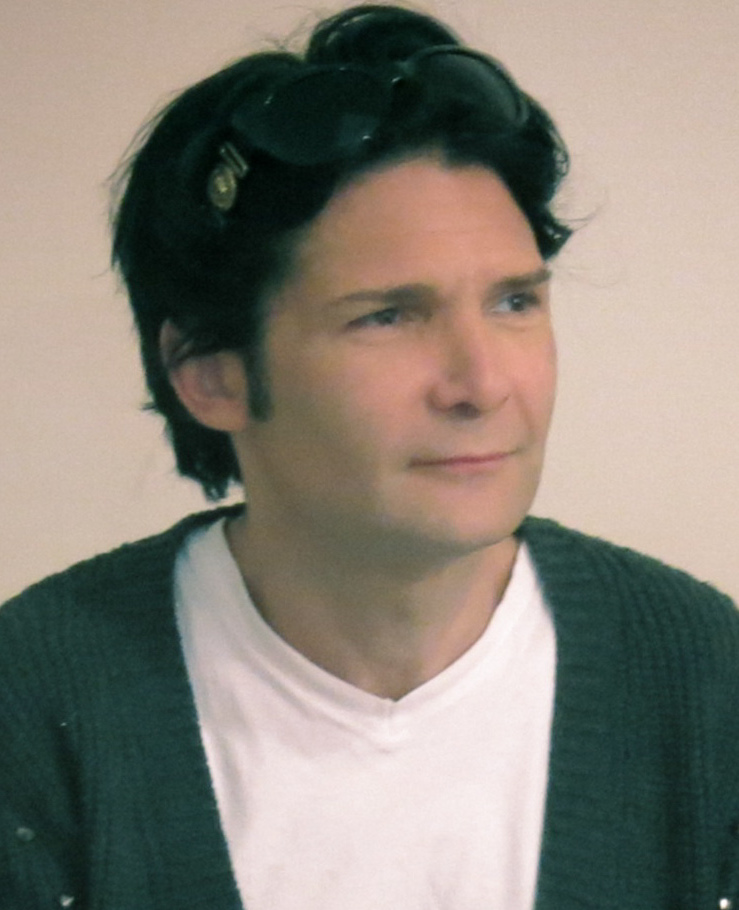
Corey Feldman teve uma pequena participação no filme por estar ocupado com as gravações do filme Os Goonies, do mesmo ano.

Quando o elenco de Friday the 13th: A New Beginning começou a ser selecionado, o projeto era anunciado sob um título falso, Repetition, e muitos dos atores não estavam cientes de que o filme seria uma sequência de Sexta-Feira 13, até serem escalados para seus papéis. Um dos atores que não tinham conhecimento desse fato foi John Shepard, que interpretou o protagonista do filme e até passou vários meses como voluntário em um hospital psiquiátrico para se preparar para o papel, mas se sentiu "muito desapontado" ao descobrir que Repetition seria, na verdade, a quinta sequência de Sexta-Feira 13. O ator Dick Wieand afirmou que tudo estava indo bem "até que eu vi a Parte V e percebi o lixo que aquilo era. Quer dizer, eu conhecia a reputação da série, mas você sempre espera o melhor daquilo que faz", e o diretor Danny Steinmann afirmou que ele havia filmado um "pornô na floresta" e que "você não acreditaria na nudez que eles cortaram".
De acordo com o box do DVD Friday the 13th: Return to Crystal Lake, Corey Feldman fez apenas uma participação especial no filme pelo fato de estar atuando nas filmagens de Os Goonies, que foi lançado no mesmo ano de A New Beginning. Feldman filmou sua participação em Friday the 13th Part V em um domingo, já que aquele era seu dia de folga das filmagens de Os Goonies, e as filmagens foram realizadas no quintal da casa da família do ator em Los Angeles, com uma máquina de simular chuva.
O filme é o único da série Sexta-Feira 13  a apresentar um design da máscara de hóquei com dois triângulos azuis apontando para baixo, ao contrário da variante mais comum de três triângulos vermelhos, com os dois inferiores apontando para cima.

## Trilha sonora
Em 13 de janeiro de 2012, a La-La Land Records lançou uma edição limitada de uma caixa de 6 CDs contendo as partituras de Harry Manfredini dos seis primeiros filmes da série Sexta-Feira 13. O produto esgotou em menos de 24 horas.

### Lista de faixas
Todas as faixas escritas e compostas por Harry Manfredini, exceto onde indicado. 
| N.º | Título                                                 | Compositor(es)                        | Duração |  |
| 1.  | "Graveyard"                                            |                                       | 4:58    |  |
| 2.  | "Main Titles"                                          |                                       | 2:12    |  |
| 3.  | "Tommy Alone"                                          |                                       | 0:55    |  |
| 4.  | "Tommy Scares Reggie / Tommy Watches"                  |                                       | 0:50    |  |
| 5.  | "Vic Chops/Roy Reacts"                                 |                                       | 1:31    |  |
| 6.  | "Peter in the Woods"                                   |                                       | 0:47    |  |
| 7.  | "Flare"                                                |                                       | 0:29    |  |
| 8.  | "Vinnie's Front Seat / Jason in the Mirror"            |                                       | 1:20    |  |
| 9.  | "Tommy and Mask / Lana in the Diner"                   |                                       | 0:51    |  |
| 10. | "Billy's Head"                                         |                                       | 0:16    |  |
| 11. | "Tommy at Window"                                      |                                       | 1:17    |  |
| 12. | "Eyes"                                                 |                                       | 1:31    |  |
| 13. | "Drive to Demon's / Tommy Meets Jr. / Anita and Demon" |                                       | 4:31    |  |
| 14. | "Junior's Head / Jake's Head"                          |                                       | 0:50    |  |
| 15. | "Robin Covers Reggie"                                  |                                       | 1:31    |  |
| 16. | "Robin and Jake"                                       |                                       | 0:31    |  |
| 17. | "Bodies"                                               |                                       | 0:53    |  |
| 18. | "Pam and Reggie Meet Jason"                            |                                       | 6:33    |  |
| 19. | "Reggie Is Caught / Pam Attacks"                       |                                       | 4:12    |  |
| 20. | "Pam and Jason"                                        |                                       | 1:07    |  |
| 21. | "Tommy's Dream"                                        |                                       | 2:23    |  |
| 22. | "Jason's Final Visit"                                  |                                       | 1:11    |  |
| 23. | "The Window / Tommy at Door / End Titles"              |                                       | 3:23    |  |
| 24. | "Heavy Metal"                                          | Manfredini, John Cariddi, Ron Delseni | 3:25    |  |
| 25. | "Punk Funk"                                            | Manfredini, Cariddi, Delseni          | 1:03    |  |

## Lançamento e recepção

### Bilheteria
Sexta-Feira 13: Um Novo Começo estreou em 22 de março de 1985, em 1.759 telas. O filme ficou em primeiro lugar em seu fim de semana de estreia, com uma arrecadação de US$ 8.032.883, superando a sequência da comédia sexual adolescente Porky's Revenge!, a cinebiografia Marcas do Destino, o musical de ação e artes marciais The Last Dragon, de Berry Gordy, e a fantasia de dinossauros da Disney Baby: Secret of the Lost Legend. Concluída sua exibição nos cinemas, o filme lucraria US$ 21.930.418 nas bilheterias domésticas, tornando-se o número 41 na lista de produções com maior bilheteria de 1985. O filme enfrentou a concorrência dos lançamentos de terror Cat's Eye e Lifeforce durante todo primeiro semestre daquele ano.

### Crítica

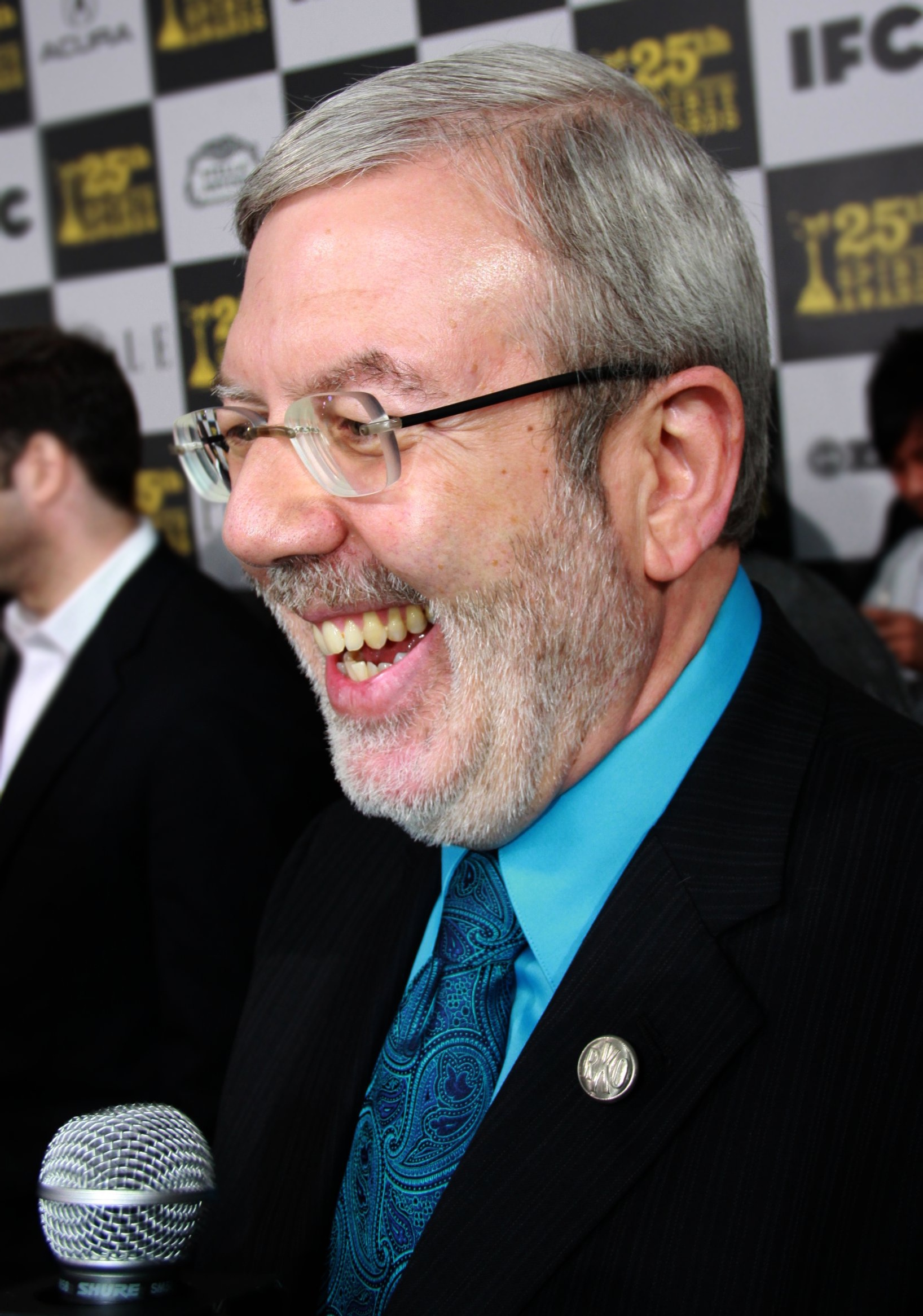
Leonard Maltin, importante estudioso de cinema, foi um dos mais contundentes críticos do filme.

O agregador de críticas cinematográficas Rotten Tomatoes informa que apenas 16% de 19 críticos, entre contemporâneos e modernos, deram ao filme uma crítica positiva; a classificação média é de 3,2/10. A Variety escreveu: "O quinto filme de Sexta-Feira 13 reitera uma crônica de massacres com ainda menos variação do que seus antecessores." Vincent Canby, do The New York Times, escreveu: "Vale a pena conhecer apenas como um artefato de nossa cultura." Uma resenha na revista de cinema britânica "Films and Filming" criticou a redundância de "Um Novo Começo" em comparação com as sequências anteriores, observando: "A floresta é realmente assustadora... especialmente quando há uma daquelas trovoadas gigantes! (e caramba! Aquela Pam fica ótima de blusa molhada!). E espere até ver o que acontece quando Jason prende aquele coitado num banheiro químico!"
Steve Davis, do The Austin Chronicle, criticou a violência redundante do longa-metragem, observando que o filme consistia nos "Mesmos gritos, mesmas perseguições intermináveis, mesmos seios, mesmo sangue, mesmo machado, mesma falta de explicação, mesmo final com gancho para outra sequência. Existe um padrão emergindo aqui? Resumindo: mais do mesmo, mais do mesmo." Scott Meslow, da GQ, se referiu ao filme como "o mais sangrento e louco" da série, notando o total de 22 sequências de assassinato. Leonard Maltin não atribuiu nenhuma estrela ao filme, salientando: "Um título inteligente (depois de... O Capítulo Final) para mais gore em abundância, no mais, é tão repulsivo e repugnante como sempre".
Escrevendo para a Slant Magazine, Jeremiah Kipp afirmou: "Há mais enredo que o habitual, envolvendo o sobrevivente de Jason, Tommy Jarvis, se perguntando se a pilha de cadáveres pode ser atribuída a Jason, a um imitador ou a ele mesmo. Mas não é Agatha Christie. O tom é cru, atrevido e malicioso, com cenas de morte combinadas com mais nudez do que o habitual."

### Home media
Friday the 13th: A New Beginning foi lançado em LaserDisc em 1986, e em VHS em 1994 pela Paramount Home Video. A Paramount lançou o filme em DVD nos Estados Unidos em 25 de setembro de 2001. Em 2009, a Paramount reeditou seus filmes Sexta-Feira 13 em DVD em "Deluxe Editions", reeditando Um Novo Começo em 16 de junho de 2009. Este lançamento contou com vários materiais bônus recém-liberados, incluindo um comentário em áudio e entrevistas com o elenco e a equipe.
Em 13 de setembro de 2013, a Paramount, em parceria com a Warner Brothers, lançou um box set em Blu-ray chamado Friday the 13th: The Complete Collection, contendo todos os doze filmes da franquia; o que marcou o primeiro lançamento em Blu-ray de A New Beginning. A Paramount e a Warner reeditaram o filme como Blu-ray duplo e autônomo juntamente com Friday the 13th Part VI: Jason Lives em 2014.

## Obras citadas
- Bracke, Peter (2006). Crystal Lake Memories: The Complete History of Friday the 13th (em inglês) 1ª ed. Londres: Titan Books. ISBN 1845763432
- Maltin, Leonard (2008).  Sader, Luke; Clark, Mike, eds. Leonard Maltin's 2009 Movie Guide (em inglês). New York: Penguin. ISBN 978-0-452-28978-9
- Pratt, Douglas (1988). The Laser Video Disc Companion: A Guide to the Best (and Worst) Laser Video Discs (em inglês). New York: New York Zoetrope. ISBN 978-0-918-43286-5